# Барабанен мехур
Барабанен мехур или тъпанчев мехур (bulla tympanica) е куха костна структура на вентралната и задната част на черепа при плацентните бозайници, която обвива части на средното и вътрешно ухо. При повечето видове се формира от тъпанчева част, на слепоочната кост.
При повечето видове от вътрешната стена се отделят радиални костни прегради. Те разделят латералната част на барабанната празнина на отделни килийки. При някои видове в медиоростралната част се образува добре изразен мускулен израстък. Между тъпанчевата част и люспата се намира цепнатина, fissura tympanosquamosa (при овца, коза и кон). При другите видове двете части са костно съединение.